# Copa do Nordeste de Futebol de 2017
A Copa do Nordeste de 2017 foi a 14.ª edição da competição de futebol realizada no Nordeste brasileiro. Organizada pela Liga do Nordeste em parceria com a CBF. Pela terceira edição seguida, os nove estados da região tiveram representantes no torneio. Bahia e Pernambuco  terão direito a três vagas cada, enquanto os demais estados terão direito a duas vagas. O vencedor vai disputar, no ano seguinte, a Taça Asa Branca e ingressará diretamente nas oitavas de final da Copa do Brasil de 2018. Após ganharem de seus respectivos rivais Vitória e Santa Cruz, as equipes do Bahia e do Sport fizeram as duas finais. Após empatarem no primeiro jogo em 1 a 1, o Bahia se sagrou campeão da Copa do Nordeste pela terceira vez após os título de 2001 e 2002 com uma vitória de 1 a 0 na Arena Fonte Nova com um gol de Edigar Junio na final.

## Transmissão
O canal Esporte Interativo transmitirá nacionalmente todos os jogos do torneio, nas parabólicas, nas operadoras de TV paga (assinatura), além de mais dois canais alternativos (EI Maxx e EI Maxx 2) e transmissões pela internet através do site do canal (EI Plus).
Além do Esporte Interativo, a Globo também transmitirá o torneio em âmbito regional com três jogos por rodada.

## Clubes Participantes
| UF                  | Clube             | Cidade         | Forma de Classificação        | Estádio (mando)   | Capacidade | Títulos                   |
| ------------------- | ----------------- | -------------- | ----------------------------- | ----------------- | ---------- | ------------------------- |
| Alagoas             | CRB               | Maceió         | Campeão do Estadual 2016      | Rei Pelé          | 17 126     | 0 (Não possui)            |
| Alagoas             | CSA               | Maceió         | Vice-campeão do Estadual 2016 | Rei Pelé          | 17 126     | 0 (Não possui)            |
| Bahia               | Vitória           | Salvador       | Campeão do Estadual 2016      | Barradão          | 35 000     | 4 (1997, 1999 2003, 2010) |
| Bahia               | Bahia             | Salvador       | Vice-campeão do Estadual 2016 | Arena Fonte Nova  | 50 025     | 2 (2001, 2002)            |
| Bahia               | Juazeirense       | Juazeiro       | 3º colocado do Estadual 2016  | Adauto Moraes     | 8 000      | 0 (Não possui)            |
| Ceará               | Fortaleza         | Fortaleza      | Campeão do Estadual 2016      | Arena Castelão    | 63 903     | 0 (Não possui)            |
| Ceará               | Atlético Cearense | Fortaleza      | Vice-campeão do Estadual 2016 | Presidente Vargas | 20 268     | 0 (Não possui)            |
| Maranhão            | Moto Club         | São Luís       | Campeão do Estadual 2016      | Castelão          | 40 149     | 0 (Não possui)            |
| Maranhão            | Sampaio Corrêa    | São Luís       | Vice-campeão do Estadual 2016 | Castelão          | 40 149     | 0 (Não possui)            |
| Paraíba             | Campinense        | Campina Grande | Campeão do Estadual 2016      | Amigão            | 19 000     | 1 (2013)                  |
| Paraíba             | Botafogo-PB       | João Pessoa    | Vice-campeão do Estadual 2016 | Almeidão          | 19 000     | 0 (Não possui)            |
| Pernambuco          | Santa Cruz        | Recife         | Campeão do Estadual 2016      | Arruda            | 60 044     | 1 (2016)                  |
| Pernambuco          | Sport             | Recife         | Vice-campeão do Estadual 2016 | Ilha do Retiro    | 32 983     | 3 (1994, 2000 e 2014)     |
| Pernambuco          | Náutico           | Recife         | 3º colocado do Estadual 2016  | Arena Pernambuco  | 45 000     | 0 (Não possui)            |
| Piauí               | River-PI          | Teresina       | Campeão do Estadual 2016      | Albertão          | 52 296     | 0 (Não possui)            |
| Piauí               | Altos             | Altos          | Vice-Campeão do Estadual 2016 | Lindolfo Monteiro | 9 760      | 0 (Não possui)            |
| Rio Grande do Norte | ABC               | Natal          | Campeão do Estadual 2016      | Frasqueirão       | 15 082     | 0 (Não possui)            |
| Rio Grande do Norte | América de Natal  | Natal          | Vice-campeão do Estadual 2016 | Arena das Dunas   | 32 050     | 1 (1998)                  |
| Sergipe             | Sergipe           | Aracaju        | Campeão do Estadual 2016      | Batistão          | 15 575     | 0 (Não possui)            |
| Sergipe             | Itabaiana         | Itabaiana      | Vice-campeão do Estadual 2016 | Etelvino Mendonça | 10 000     | 0 (Não possui)            |

## Estádios
| ABC | Altos | América de Natal | Bahia | Botafogo-PB | Campinense         |
| --- | --- | --- | --- | --- | ------------------ |
| Frasqueirão | Lindolfo Monteiro | Arena das Dunas | Arena Fonte Nova | Almeidão | Amigão             |
| Capacidade: 15 082 | Capacidade: 9 760 | Capacidade: 32 050 | Capacidade: 50 025 | Capacidade: 25 770 | Capacidade: 35 000 |
| | | | | |                    |
| CSA | \| Sport Santa Cruz Náutico Bahia Vitória Juazeirense Atlético Cearense Fortaleza ABC América de Natal CRB CSA Sergipe Botafogo-PB Sampaio Corrêa Moto Club Campinense Itabaiana River-PI AltosLocalização dos times por Estado. \| | \| Sport Santa Cruz Náutico Bahia Vitória Juazeirense Atlético Cearense Fortaleza ABC América de Natal CRB CSA Sergipe Botafogo-PB Sampaio Corrêa Moto Club Campinense Itabaiana River-PI AltosLocalização dos times por Estado. \| | \| Sport Santa Cruz Náutico Bahia Vitória Juazeirense Atlético Cearense Fortaleza ABC América de Natal CRB CSA Sergipe Botafogo-PB Sampaio Corrêa Moto Club Campinense Itabaiana River-PI AltosLocalização dos times por Estado. \| | \| Sport Santa Cruz Náutico Bahia Vitória Juazeirense Atlético Cearense Fortaleza ABC América de Natal CRB CSA Sergipe Botafogo-PB Sampaio Corrêa Moto Club Campinense Itabaiana River-PI AltosLocalização dos times por Estado. \| | CRB                |
| Estádio Rei Pelé | \| Sport Santa Cruz Náutico Bahia Vitória Juazeirense Atlético Cearense Fortaleza ABC América de Natal CRB CSA Sergipe Botafogo-PB Sampaio Corrêa Moto Club Campinense Itabaiana River-PI AltosLocalização dos times por Estado. \| | \| Sport Santa Cruz Náutico Bahia Vitória Juazeirense Atlético Cearense Fortaleza ABC América de Natal CRB CSA Sergipe Botafogo-PB Sampaio Corrêa Moto Club Campinense Itabaiana River-PI AltosLocalização dos times por Estado. \| | \| Sport Santa Cruz Náutico Bahia Vitória Juazeirense Atlético Cearense Fortaleza ABC América de Natal CRB CSA Sergipe Botafogo-PB Sampaio Corrêa Moto Club Campinense Itabaiana River-PI AltosLocalização dos times por Estado. \| | \| Sport Santa Cruz Náutico Bahia Vitória Juazeirense Atlético Cearense Fortaleza ABC América de Natal CRB CSA Sergipe Botafogo-PB Sampaio Corrêa Moto Club Campinense Itabaiana River-PI AltosLocalização dos times por Estado. \| | Estádio Rei Pelé   |
| Capacidade: 17 126 | \| Sport Santa Cruz Náutico Bahia Vitória Juazeirense Atlético Cearense Fortaleza ABC América de Natal CRB CSA Sergipe Botafogo-PB Sampaio Corrêa Moto Club Campinense Itabaiana River-PI AltosLocalização dos times por Estado. \| | \| Sport Santa Cruz Náutico Bahia Vitória Juazeirense Atlético Cearense Fortaleza ABC América de Natal CRB CSA Sergipe Botafogo-PB Sampaio Corrêa Moto Club Campinense Itabaiana River-PI AltosLocalização dos times por Estado. \| | \| Sport Santa Cruz Náutico Bahia Vitória Juazeirense Atlético Cearense Fortaleza ABC América de Natal CRB CSA Sergipe Botafogo-PB Sampaio Corrêa Moto Club Campinense Itabaiana River-PI AltosLocalização dos times por Estado. \| | \| Sport Santa Cruz Náutico Bahia Vitória Juazeirense Atlético Cearense Fortaleza ABC América de Natal CRB CSA Sergipe Botafogo-PB Sampaio Corrêa Moto Club Campinense Itabaiana River-PI AltosLocalização dos times por Estado. \| | Capacidade: 17 126 |
| | \| Sport Santa Cruz Náutico Bahia Vitória Juazeirense Atlético Cearense Fortaleza ABC América de Natal CRB CSA Sergipe Botafogo-PB Sampaio Corrêa Moto Club Campinense Itabaiana River-PI AltosLocalização dos times por Estado. \| | \| Sport Santa Cruz Náutico Bahia Vitória Juazeirense Atlético Cearense Fortaleza ABC América de Natal CRB CSA Sergipe Botafogo-PB Sampaio Corrêa Moto Club Campinense Itabaiana River-PI AltosLocalização dos times por Estado. \| | \| Sport Santa Cruz Náutico Bahia Vitória Juazeirense Atlético Cearense Fortaleza ABC América de Natal CRB CSA Sergipe Botafogo-PB Sampaio Corrêa Moto Club Campinense Itabaiana River-PI AltosLocalização dos times por Estado. \| | \| Sport Santa Cruz Náutico Bahia Vitória Juazeirense Atlético Cearense Fortaleza ABC América de Natal CRB CSA Sergipe Botafogo-PB Sampaio Corrêa Moto Club Campinense Itabaiana River-PI AltosLocalização dos times por Estado. \| |                    |
| Itabaiana | \| Sport Santa Cruz Náutico Bahia Vitória Juazeirense Atlético Cearense Fortaleza ABC América de Natal CRB CSA Sergipe Botafogo-PB Sampaio Corrêa Moto Club Campinense Itabaiana River-PI AltosLocalização dos times por Estado. \| | \| Sport Santa Cruz Náutico Bahia Vitória Juazeirense Atlético Cearense Fortaleza ABC América de Natal CRB CSA Sergipe Botafogo-PB Sampaio Corrêa Moto Club Campinense Itabaiana River-PI AltosLocalização dos times por Estado. \| | \| Sport Santa Cruz Náutico Bahia Vitória Juazeirense Atlético Cearense Fortaleza ABC América de Natal CRB CSA Sergipe Botafogo-PB Sampaio Corrêa Moto Club Campinense Itabaiana River-PI AltosLocalização dos times por Estado. \| | \| Sport Santa Cruz Náutico Bahia Vitória Juazeirense Atlético Cearense Fortaleza ABC América de Natal CRB CSA Sergipe Botafogo-PB Sampaio Corrêa Moto Club Campinense Itabaiana River-PI AltosLocalização dos times por Estado. \| | Fortaleza          |
| Etelvino Mendonça | \| Sport Santa Cruz Náutico Bahia Vitória Juazeirense Atlético Cearense Fortaleza ABC América de Natal CRB CSA Sergipe Botafogo-PB Sampaio Corrêa Moto Club Campinense Itabaiana River-PI AltosLocalização dos times por Estado. \| | \| Sport Santa Cruz Náutico Bahia Vitória Juazeirense Atlético Cearense Fortaleza ABC América de Natal CRB CSA Sergipe Botafogo-PB Sampaio Corrêa Moto Club Campinense Itabaiana River-PI AltosLocalização dos times por Estado. \| | \| Sport Santa Cruz Náutico Bahia Vitória Juazeirense Atlético Cearense Fortaleza ABC América de Natal CRB CSA Sergipe Botafogo-PB Sampaio Corrêa Moto Club Campinense Itabaiana River-PI AltosLocalização dos times por Estado. \| | \| Sport Santa Cruz Náutico Bahia Vitória Juazeirense Atlético Cearense Fortaleza ABC América de Natal CRB CSA Sergipe Botafogo-PB Sampaio Corrêa Moto Club Campinense Itabaiana River-PI AltosLocalização dos times por Estado. \| | Arena Castelão     |
| Capacidade: 10 000 | \| Sport Santa Cruz Náutico Bahia Vitória Juazeirense Atlético Cearense Fortaleza ABC América de Natal CRB CSA Sergipe Botafogo-PB Sampaio Corrêa Moto Club Campinense Itabaiana River-PI AltosLocalização dos times por Estado. \| | \| Sport Santa Cruz Náutico Bahia Vitória Juazeirense Atlético Cearense Fortaleza ABC América de Natal CRB CSA Sergipe Botafogo-PB Sampaio Corrêa Moto Club Campinense Itabaiana River-PI AltosLocalização dos times por Estado. \| | \| Sport Santa Cruz Náutico Bahia Vitória Juazeirense Atlético Cearense Fortaleza ABC América de Natal CRB CSA Sergipe Botafogo-PB Sampaio Corrêa Moto Club Campinense Itabaiana River-PI AltosLocalização dos times por Estado. \| | \| Sport Santa Cruz Náutico Bahia Vitória Juazeirense Atlético Cearense Fortaleza ABC América de Natal CRB CSA Sergipe Botafogo-PB Sampaio Corrêa Moto Club Campinense Itabaiana River-PI AltosLocalização dos times por Estado. \| | Capacidade: 63 903 |
| | \| Sport Santa Cruz Náutico Bahia Vitória Juazeirense Atlético Cearense Fortaleza ABC América de Natal CRB CSA Sergipe Botafogo-PB Sampaio Corrêa Moto Club Campinense Itabaiana River-PI AltosLocalização dos times por Estado. \| | \| Sport Santa Cruz Náutico Bahia Vitória Juazeirense Atlético Cearense Fortaleza ABC América de Natal CRB CSA Sergipe Botafogo-PB Sampaio Corrêa Moto Club Campinense Itabaiana River-PI AltosLocalização dos times por Estado. \| | \| Sport Santa Cruz Náutico Bahia Vitória Juazeirense Atlético Cearense Fortaleza ABC América de Natal CRB CSA Sergipe Botafogo-PB Sampaio Corrêa Moto Club Campinense Itabaiana River-PI AltosLocalização dos times por Estado. \| | \| Sport Santa Cruz Náutico Bahia Vitória Juazeirense Atlético Cearense Fortaleza ABC América de Natal CRB CSA Sergipe Botafogo-PB Sampaio Corrêa Moto Club Campinense Itabaiana River-PI AltosLocalização dos times por Estado. \| |                    |
| Moto Club | \| Sport Santa Cruz Náutico Bahia Vitória Juazeirense Atlético Cearense Fortaleza ABC América de Natal CRB CSA Sergipe Botafogo-PB Sampaio Corrêa Moto Club Campinense Itabaiana River-PI AltosLocalização dos times por Estado. \| | \| Sport Santa Cruz Náutico Bahia Vitória Juazeirense Atlético Cearense Fortaleza ABC América de Natal CRB CSA Sergipe Botafogo-PB Sampaio Corrêa Moto Club Campinense Itabaiana River-PI AltosLocalização dos times por Estado. \| | \| Sport Santa Cruz Náutico Bahia Vitória Juazeirense Atlético Cearense Fortaleza ABC América de Natal CRB CSA Sergipe Botafogo-PB Sampaio Corrêa Moto Club Campinense Itabaiana River-PI AltosLocalização dos times por Estado. \| | \| Sport Santa Cruz Náutico Bahia Vitória Juazeirense Atlético Cearense Fortaleza ABC América de Natal CRB CSA Sergipe Botafogo-PB Sampaio Corrêa Moto Club Campinense Itabaiana River-PI AltosLocalização dos times por Estado. \| | Juazeirense        |
| Castelão | \| Sport Santa Cruz Náutico Bahia Vitória Juazeirense Atlético Cearense Fortaleza ABC América de Natal CRB CSA Sergipe Botafogo-PB Sampaio Corrêa Moto Club Campinense Itabaiana River-PI AltosLocalização dos times por Estado. \| | \| Sport Santa Cruz Náutico Bahia Vitória Juazeirense Atlético Cearense Fortaleza ABC América de Natal CRB CSA Sergipe Botafogo-PB Sampaio Corrêa Moto Club Campinense Itabaiana River-PI AltosLocalização dos times por Estado. \| | \| Sport Santa Cruz Náutico Bahia Vitória Juazeirense Atlético Cearense Fortaleza ABC América de Natal CRB CSA Sergipe Botafogo-PB Sampaio Corrêa Moto Club Campinense Itabaiana River-PI AltosLocalização dos times por Estado. \| | \| Sport Santa Cruz Náutico Bahia Vitória Juazeirense Atlético Cearense Fortaleza ABC América de Natal CRB CSA Sergipe Botafogo-PB Sampaio Corrêa Moto Club Campinense Itabaiana River-PI AltosLocalização dos times por Estado. \| | Adauto Moraes      |
| Capacidade: 40 149 | \| Sport Santa Cruz Náutico Bahia Vitória Juazeirense Atlético Cearense Fortaleza ABC América de Natal CRB CSA Sergipe Botafogo-PB Sampaio Corrêa Moto Club Campinense Itabaiana River-PI AltosLocalização dos times por Estado. \| | \| Sport Santa Cruz Náutico Bahia Vitória Juazeirense Atlético Cearense Fortaleza ABC América de Natal CRB CSA Sergipe Botafogo-PB Sampaio Corrêa Moto Club Campinense Itabaiana River-PI AltosLocalização dos times por Estado. \| | \| Sport Santa Cruz Náutico Bahia Vitória Juazeirense Atlético Cearense Fortaleza ABC América de Natal CRB CSA Sergipe Botafogo-PB Sampaio Corrêa Moto Club Campinense Itabaiana River-PI AltosLocalização dos times por Estado. \| | \| Sport Santa Cruz Náutico Bahia Vitória Juazeirense Atlético Cearense Fortaleza ABC América de Natal CRB CSA Sergipe Botafogo-PB Sampaio Corrêa Moto Club Campinense Itabaiana River-PI AltosLocalização dos times por Estado. \| | Capacidade: 8 000  |
| | \| Sport Santa Cruz Náutico Bahia Vitória Juazeirense Atlético Cearense Fortaleza ABC América de Natal CRB CSA Sergipe Botafogo-PB Sampaio Corrêa Moto Club Campinense Itabaiana River-PI AltosLocalização dos times por Estado. \| | \| Sport Santa Cruz Náutico Bahia Vitória Juazeirense Atlético Cearense Fortaleza ABC América de Natal CRB CSA Sergipe Botafogo-PB Sampaio Corrêa Moto Club Campinense Itabaiana River-PI AltosLocalização dos times por Estado. \| | \| Sport Santa Cruz Náutico Bahia Vitória Juazeirense Atlético Cearense Fortaleza ABC América de Natal CRB CSA Sergipe Botafogo-PB Sampaio Corrêa Moto Club Campinense Itabaiana River-PI AltosLocalização dos times por Estado. \| | \| Sport Santa Cruz Náutico Bahia Vitória Juazeirense Atlético Cearense Fortaleza ABC América de Natal CRB CSA Sergipe Botafogo-PB Sampaio Corrêa Moto Club Campinense Itabaiana River-PI AltosLocalização dos times por Estado. \| |                    |
| River-PI | \| Sport Santa Cruz Náutico Bahia Vitória Juazeirense Atlético Cearense Fortaleza ABC América de Natal CRB CSA Sergipe Botafogo-PB Sampaio Corrêa Moto Club Campinense Itabaiana River-PI AltosLocalização dos times por Estado. \| | \| Sport Santa Cruz Náutico Bahia Vitória Juazeirense Atlético Cearense Fortaleza ABC América de Natal CRB CSA Sergipe Botafogo-PB Sampaio Corrêa Moto Club Campinense Itabaiana River-PI AltosLocalização dos times por Estado. \| | \| Sport Santa Cruz Náutico Bahia Vitória Juazeirense Atlético Cearense Fortaleza ABC América de Natal CRB CSA Sergipe Botafogo-PB Sampaio Corrêa Moto Club Campinense Itabaiana River-PI AltosLocalização dos times por Estado. \| | \| Sport Santa Cruz Náutico Bahia Vitória Juazeirense Atlético Cearense Fortaleza ABC América de Natal CRB CSA Sergipe Botafogo-PB Sampaio Corrêa Moto Club Campinense Itabaiana River-PI AltosLocalização dos times por Estado. \| | Náutico            |
| Albertão | \| Sport Santa Cruz Náutico Bahia Vitória Juazeirense Atlético Cearense Fortaleza ABC América de Natal CRB CSA Sergipe Botafogo-PB Sampaio Corrêa Moto Club Campinense Itabaiana River-PI AltosLocalização dos times por Estado. \| | \| Sport Santa Cruz Náutico Bahia Vitória Juazeirense Atlético Cearense Fortaleza ABC América de Natal CRB CSA Sergipe Botafogo-PB Sampaio Corrêa Moto Club Campinense Itabaiana River-PI AltosLocalização dos times por Estado. \| | \| Sport Santa Cruz Náutico Bahia Vitória Juazeirense Atlético Cearense Fortaleza ABC América de Natal CRB CSA Sergipe Botafogo-PB Sampaio Corrêa Moto Club Campinense Itabaiana River-PI AltosLocalização dos times por Estado. \| | \| Sport Santa Cruz Náutico Bahia Vitória Juazeirense Atlético Cearense Fortaleza ABC América de Natal CRB CSA Sergipe Botafogo-PB Sampaio Corrêa Moto Club Campinense Itabaiana River-PI AltosLocalização dos times por Estado. \| | Arena Pernambuco   |
| Capacidade: 52 296 | \| Sport Santa Cruz Náutico Bahia Vitória Juazeirense Atlético Cearense Fortaleza ABC América de Natal CRB CSA Sergipe Botafogo-PB Sampaio Corrêa Moto Club Campinense Itabaiana River-PI AltosLocalização dos times por Estado. \| | \| Sport Santa Cruz Náutico Bahia Vitória Juazeirense Atlético Cearense Fortaleza ABC América de Natal CRB CSA Sergipe Botafogo-PB Sampaio Corrêa Moto Club Campinense Itabaiana River-PI AltosLocalização dos times por Estado. \| | \| Sport Santa Cruz Náutico Bahia Vitória Juazeirense Atlético Cearense Fortaleza ABC América de Natal CRB CSA Sergipe Botafogo-PB Sampaio Corrêa Moto Club Campinense Itabaiana River-PI AltosLocalização dos times por Estado. \| | \| Sport Santa Cruz Náutico Bahia Vitória Juazeirense Atlético Cearense Fortaleza ABC América de Natal CRB CSA Sergipe Botafogo-PB Sampaio Corrêa Moto Club Campinense Itabaiana River-PI AltosLocalização dos times por Estado. \| | Capacidade: 45 000 |
| | \| Sport Santa Cruz Náutico Bahia Vitória Juazeirense Atlético Cearense Fortaleza ABC América de Natal CRB CSA Sergipe Botafogo-PB Sampaio Corrêa Moto Club Campinense Itabaiana River-PI AltosLocalização dos times por Estado. \| | \| Sport Santa Cruz Náutico Bahia Vitória Juazeirense Atlético Cearense Fortaleza ABC América de Natal CRB CSA Sergipe Botafogo-PB Sampaio Corrêa Moto Club Campinense Itabaiana River-PI AltosLocalização dos times por Estado. \| | \| Sport Santa Cruz Náutico Bahia Vitória Juazeirense Atlético Cearense Fortaleza ABC América de Natal CRB CSA Sergipe Botafogo-PB Sampaio Corrêa Moto Club Campinense Itabaiana River-PI AltosLocalização dos times por Estado. \| | \| Sport Santa Cruz Náutico Bahia Vitória Juazeirense Atlético Cearense Fortaleza ABC América de Natal CRB CSA Sergipe Botafogo-PB Sampaio Corrêa Moto Club Campinense Itabaiana River-PI AltosLocalização dos times por Estado. \| |                    |
| Sampaio Corrêa | Santa Cruz | Sergipe | Sport | Atlético Cearense | Vitória            |
| Castelão | Arruda | Batistão | Ilha do Retiro | Presidente Vargas | Barradão           |
| Capacidade: 40 149 | Capacidade: 60 044 | Capacidade: 15 575 | Capacidade: 32 983 | Capacidade: 20 268 | Capacidade: 35 000 |
| | | | | |                    |
| Sport Santa Cruz Náutico Bahia Vitória Juazeirense Atlético Cearense Fortaleza ABC América de Natal CRB CSA Sergipe Botafogo-PB Sampaio Corrêa Moto Club Campinense Itabaiana River-PI AltosLocalização dos times por Estado. | | | | |                    |

## Fase de Grupos
O sorteio da fase de grupos aconteceu no dia 4 de outubro de 2016, em João Pessoa. Os clubes foram separados nos potes de acordo com sua classificação no Ranking da CBF de 2016.
| Pote A                                                                  | Pote B                                                                                           | Pote C                                                                                 | Pote D                                                                                       |
| ----------------------------------------------------------------------- | ------------------------------------------------------------------------------------------------ | -------------------------------------------------------------------------------------- | -------------------------------------------------------------------------------------------- |
| - Bahia (18º) - Sport (19º) - Vitória (20º) - Náutico (25º) - ABC (26º) | - América de Natal (29º) - Santa Cruz (35º) - Sampaio Corrêa (39º) - CRB (40º) - Fortaleza (42º) | - Botafogo-PB (56º) - Campinense (72º) - River-PI (79º) - Moto Club (97º) - CSA (103º) | - Sergipe (137º) - Itabaiana (164º) - Juazeirense (174º) - Atlético Cearense (–) - Altos (–) |

### Grupo A
| Pos | Equipes           | Pts | J | V | E | D | GP | GC | SG  |
| --- | ----------------- | --- | - | - | - | - | -- | -- | --- |
| 1   | Santa Cruz        | 13  | 6 | 4 | 1 | 1 | 9  | 2  | +7  |
| 2   | Campinense        | 11  | 6 | 3 | 2 | 1 | 8  | 2  | +6  |
| 3   | Náutico           | 10  | 6 | 3 | 1 | 2 | 14 | 3  | +11 |
| 4   | Atlético Cearense | 0   | 6 | 0 | 0 | 6 | 0  | 24 | –24 |

|                   | CMP | NAU | STC | UNI |
| ----------------- | --- | --- | --- | --- |
| Campinense        | —   | 2–0 | 1–1 | 4–0 |
| Náutico           | 0–0 | —   | 1–0 | 4–0 |
| Santa Cruz        | 1–0 | 1–0 | —   | 4–0 |
| Atlético Cearense | 0–1 | 0–9 | 0–2 | —   |

### Grupo B
| Pos | Equipes   | Pts | J | V | E | D | GP | GC | SG  |
| --- | --------- | --- | - | - | - | - | -- | -- | --- |
| 1   | Bahia     | 14  | 6 | 4 | 2 | 0 | 11 | 0  | +11 |
| 2   | Fortaleza | 7   | 6 | 1 | 4 | 1 | 6  | 7  | –1  |
| 3   | Altos     | 7   | 6 | 1 | 4 | 1 | 7  | 9  | –2  |
| 4   | Moto Club | 2   | 6 | 0 | 2 | 4 | 7  | 15 | –8  |

|           | ALT | BAH | FOR | MOT |
| --------- | --- | --- | --- | --- |
| Altos     | —   | 0–0 | 1–1 | 4–3 |
| Bahia     | 3–0 | —   | 2–0 | 2–0 |
| Fortaleza | 1–1 | 0–0 | —   | 3–2 |
| Moto Club | 1–1 | 0–4 | 1–1 | —   |

### Grupo C
| Pos | Equipes        | Pts | J | V | E | D | GP | GC | SG |
| --- | -------------- | --- | - | - | - | - | -- | -- | -- |
| 1   | Sport          | 13  | 6 | 4 | 1 | 1 | 12 | 5  | +7 |
| 2   | River-PI       | 13  | 6 | 4 | 1 | 1 | 8  | 4  | +4 |
| 3   | Sampaio Corrêa | 6   | 6 | 2 | 0 | 4 | 4  | 8  | –4 |
| 4   | Juazeirense    | 3   | 6 | 1 | 0 | 5 | 4  | 11 | –7 |

|                | JZE | RIV | SAM | SPT |
| -------------- | --- | --- | --- | --- |
| Juazeirense    | —   | 0–1 | 3–0 | 0–1 |
| River-PI       | 2–0 | —   | 1–0 | 1–2 |
| Sampaio Corrêa | 2–1 | 0–1 | —   | 2–1 |
| Sport          | 5–0 | 2–2 | 1–0 | —   |

### Grupo D
| Pos | Equipes   | Pts | J | V | E | D | GP | GC | SG |
| --- | --------- | --- | - | - | - | - | -- | -- | -- |
| 1   | Itabaiana | 11  | 6 | 3 | 2 | 1 | 6  | 6  | 0  |
| 2   | CRB       | 9   | 6 | 2 | 3 | 1 | 4  | 2  | +2 |
| 3   | ABC       | 7   | 6 | 2 | 1 | 3 | 6  | 8  | –2 |
| 4   | CSA       | 6   | 6 | 2 | 0 | 4 | 8  | 8  | 0  |

|           | ABC | CRB | CSA | ITA |
| --------- | --- | --- | --- | --- |
| ABC       | —   | 0–0 | 2–1 | 3–0 |
| CRB       | 2–0 | —   | 2–1 | 0–0 |
| CSA       | 3–0 | 1–0 | —   | 1–2 |
| Itabaiana | 2–1 | 0–0 | 2–1 | —   |

### Grupo E
| Pos | Equipes          | Pts | J | V | E | D | GP | GC | SG |
| --- | ---------------- | --- | - | - | - | - | -- | -- | -- |
| 1   | Vitória          | 13  | 6 | 4 | 1 | 1 | 10 | 7  | +3 |
| 2   | Sergipe          | 10  | 6 | 3 | 1 | 2 | 9  | 7  | +2 |
| 3   | América de Natal | 7   | 6 | 2 | 1 | 3 | 5  | 6  | –1 |
| 4   | Botafogo-PB      | 4   | 6 | 1 | 1 | 4 | 7  | 11 | –4 |

|                  | AMN | BOT | SER | VIT |
| ---------------- | --- | --- | --- | --- |
| América de Natal | —   | 3–1 | 0–2 | 0–0 |
| Botafogo-PB      | 0–1 | —   | 2–2 | 4–2 |
| Sergipe          | 1–0 | 2–0 | —   | 1–2 |
| Vitória          | 2–1 | 1–0 | 3–1 | —   |

- Obs: Apenas os 3 melhores segundos colocados, somando todos os grupos, irão avançar de fase. Os primeiros colocados de cada grupo têm classificação garantida para a 2ª fase da competição.